# Gov-Sümber
Gov-Sümber (mongolsk: Говьсүмбэр, tr. Govsүmber) er en provins i det centrale Mongoliet. Den har totalt 12 230 indbyggere (2000) og et areal på 5 540 km². Hovedstaden er Tjojr.

## Administrativ inddeling
Provinsen er inddelt i tre distrikter (sum): Bayantal, Shibeegovĭ og Sümber.